# Zalog (gmina Straža)
Zalog – wieś w Słowenii, w gminie Straža. W 2018 roku liczyła 132 mieszkańców.